# مارتن غاركس
مَارْتِنْ جِيرَارْد غَارِتْسِينْ (بالهولندية: Martijn Gerard Garritsen) (نطق هولندي: [mɑrˈtɛiŋ ɣəˈrɑrt ˈxɑrɪtsə(n)]؛ مواليد 14 مايو 1996 –)، ويَعْرَفُ فَنِيًا بِاسْمِ مَارْتِنْ غَارِكْس (بالإنجليزية: Martin Garrix)، هو دي جي ومنتج أسطوانات هولندي. عُدَّ وَاحِداً مِنْ أَفْضَل صُنَّاع المُوسِيقَى الإلِكْترُونِيَّة في العَشْرِيَّة الأَخِيرَة، وَأَحَدُ أَفْضَلِ مُنسِّقي الموسيقَى في العالم، وأشهر دي جي في الوَقْت الحَالِي. يُُعْتَبَرُ أَصْغَرُ مَنْ يَتَصَدَّرُ قَائِمَة أَفْضَلُ 100 دِي جِي، والثَانِي بِعَدَدِ احْتِلاَلِ المَرْكَز الأَوَّل بثَلاَثِ مَرَّاتٍ مُتَتَالِيَة بَعْدَ أرمين فان بيورن (2016 و2017 و2018). علاوة على ذلك هو أول فنان يتربع على عرش تصنيف المملكة المتحدة للأغاني المنفردة بعمر السادس عشر عاماً.
امتهن الموسيقى منذ أن بلغ ثمانية سنوات، وتدرج في سلم الشهرة إلى أن بلغ قمته. له ما يقارب 72 أغنية منفردة، و48 مقطع فيديو موسيقي، و11 ريمكسات تجتمع في أربع ألبومات مطولة، ويملك من الجوائز زهاء 19 جائزة؛ ثلاثة منها كان قد حصل عليها من أحد أبرز الجوائز الأوروبية جوائز إم تي في الموسيقى الأوروبية
وذلك عن فئتي «أفضل موسيقى إلكترونية وأفضل عرض حي» تباعا بين 2015 و2016. مع ترشح لأكثر من 28 جائزة أخرى.
يرجع لأغنية أنيملز الفضل الكبير في مسيرته والقسط الأكبر في نجاحه وبروزه في الساحة العالمية حيث نالت الأغنية شهاد البلاتينيوم من قبل رابطة صناعة التسجيلات الأمريكية مع بيع أكثر من مليوني نسخة وذلك فقط في الولايات المتحدة الأمريكية. كما أنها تعتبر أول مقطوعة تتصدر تصنيف المملكة المتحدة منذ سنة 1999. جمعت الأغنية إلى حدود سنة 2019 ما يزيد عن المليار و200 مليون مشاهدة على اليوتيوب. له من الأغاني الأخرى ما لفتت انتباه المتابعين أهمها «باسم الحب»، و«خائف أن تصبح وحيدا» و«بروكسي».
شارك في إحياء مهرجانات موسيقية كبيرة مثل كوتشيلا وكرنفال إليكتريك دايزي ومهرجان ألترا ميوزيك وكريمفيلدز. كما يُعتبر أصغر دي جي يعزف في مهرجان ألترا ميوزيك لسنة 2014 وذلك في عمر 17 عامًا فقط. أسس العلامة التجارية الخاصة به بمسمى ستمبد ركردز في عام 2016، بعد عدة شهور من مغادرته سبينن ريكوردز قبل أن يقوم لاحقا بالتوقيع لصالح سوني ميوزيك.

## نشأته
وُلد «غاركس» تحت اسم «مارتين جيرارد غارتسين» في 14 مايو 1996 بأمستلفين، هولندا، من أب يدعى جيرارد غاريتسين وأم تدعى «كارين غاريتسين». يملك أختا وحيدة تصغره سنا تدعى «لورا».
أبدى مارتن غاركس اهتماما كبيرا بالموسيقى في سن مبكرة جدا فتعلم العزف على الغيتار في سن الثامنة.
في عام 2004، أعرب عن رغبته في أن يصبح دي جي بعد أن ألهمه أداء الدي جي الهولندي تييستو خلال حفل افتتاح الألعاب الأولمبية الصيفية في أثينا في ذلك العام. استوحى إلهامه من أغنية «ترافيك»، مما دفعه لتنزيل برنامج متخصص بتصميم الموسيقى يعرف بأف إل ستوديو، ما مكنه من بدء التأليف وإنتاج موسيقاه الخاصة. في عام 2013، تخرج من أكاديمية هيرمان برود، وهي مدرسة تعليم
موسيقي معروفة بتخريجها لعدد من الدي جي المشهورين، مقرها في أوتريخت.

## مسيرته

### 2012-2014: بداية النجاحات

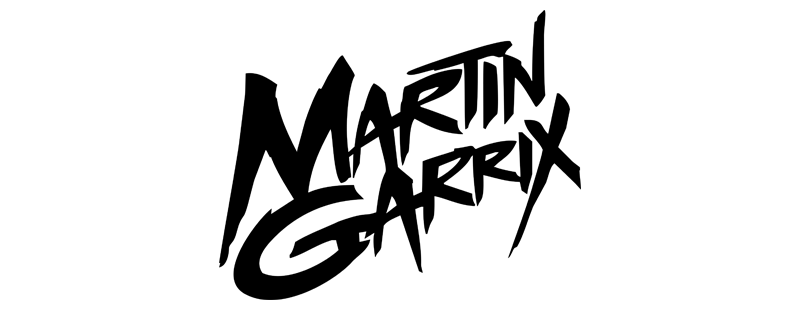
شعار مارتن غاركس في فترة ما بين 2012–2015

يعتبر تييستو الأب الروحي لمارتن غاركس فعبره بدأ تعلقه بالموسيقى ومن خلاله اكتشف، كل هذا التعلق حدى بتييستو لوصفه بأنه «ملهم» و«متواضع» و«أسطوري». كانت أولى خطواته نحو الشهرة عبر أغنية "BFAM" كتعاون مع الدي جي الهولندي جوليان جوردان، وتلتها مباشرة أغنية «جاست سام لوبس» بالتعاون مع ثنائي الموسيقى الإلكترونية «تي في نويز». مثلت بداية مارتن غاركس محور اهتمام الفيلم الوثائقي «ما بدأناه»، حيث يصف فيه كيف تم اكتشفاه عبر شركة التسجيل سبينن ريكوردز على خلفية إصداره ريميكس لأغنية إنريكي إغليسياس «الليلة (أنا أحبك)». كان التوقيع الرسمي مع سبينن ريكوردز في عام 2012، وأصدر على إثره أغنية «إرور 404»، بالتعاون مع جاي هاردواي. في العام الموالي، شارك مارتن في إطلاق أغنية «تورينت» مع دي جي سيدني سامسون من خلال شركة التسجيل الخاصة بتييستو ميوزيكل فريدم.
اكتسب غاركس شهرة عالمية من خلال إصداره الفردي «أنيملز» .، والتي صدرت في 16 يونيو 2013 أصبحت الأغنية (مقطوعة) ناجحة جدا وعبارة عن أيقونة لموسيقى الرقص حول العالم وخاصة في بلدان أوروبا مع تصدرها لعدد مهم من التصنيفات في تلك الأنحاء، وسمحت لـه بأن يصبح أصغر شخص يصل إلى المركز الأول على بيتبورت. وضع المقطع الصوتي (أنيملز) كجزء من ألبوم دي جي الهولندي هاردويل، تحت اسم هاردويل 'رفيليد فولوم 4'. في 30 سبتمبر، صدر عنه ريميكس بعنوان «بروجكت تي» وكانت بالاشتراك مع ساندر فان دورن وثنائي الدي جي البلجيكي اليوناني ديميتري فيغاس ولايك مايك، حققت الأغنية نجاحا كبيرا وسرعان ما وصلت إلى المركز الأول على قوائم بيتبورت. وفي نفس ذلك العام ظهر مارتن ولأول مرة في قائمة أفضل 100 دي جي التي تصدرها سنويا مجلة دي جي حيث جاء في المركز 40.

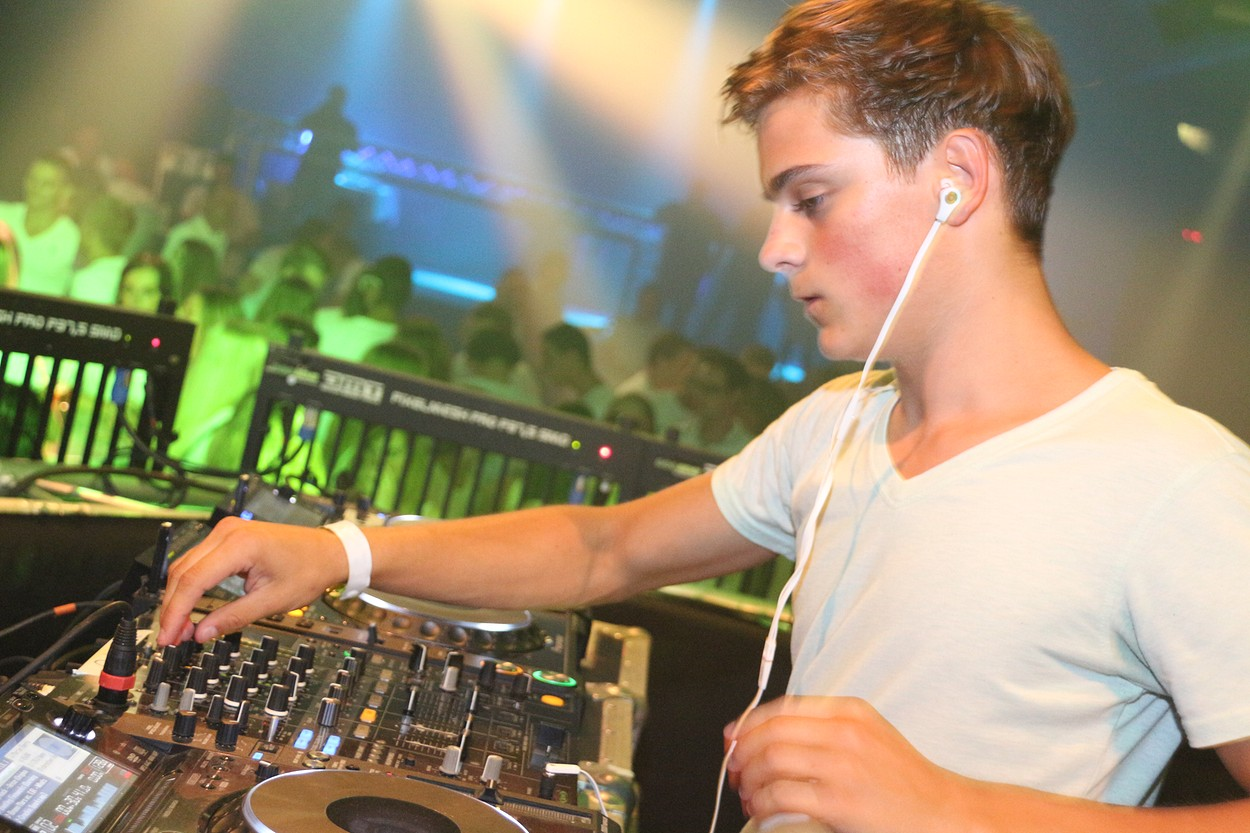
مارتن غاركس في إحدى المهرجانات سنة 2013

في نوفمبر 2013، وقع مارتن غاركس صفقة مع شركة الترفيه الأمريكية سكوتر براون بروجكتس، ما جعله أول متعاقد متخصص في موسيقى الرقص الإلكترونية للشركة. كانت الصفقة عبارة عن إدارة منقسمة على مستوى العالم مع «ميوزيك أولستار»، الشركة الشقيقة لـ سبينن ريكوردز.
تواصلت نجاحات غاركس تلك السنة، ففي ديسمبر 2013 أصدر «الساحر» مع جاي هاردواي، وصلت الأغنية إلى المرتبة السادسة في بلجيكا والرقم 17 في هولندا. في عام 2014، كانت البداية بتعاون مع الثنائي الهولندي فايربيتز لأجل إطلاق أغنية «هيلكوبتر» التي بلغت المرتبة الأولى على قوائم أفضل مائة أغنية على بيتبورت لأسبوعين متتاليين. كما أطلق خلال مهرجان سينسايشن 2014، «تريمور» بالاشتراك مع ديميتري فيغاس ولايك مايك.
في شهر مارس أقيم مهرجان ألترا ميوزيك 2014 أحد أكبر المهرجانات في العالم، حيث شارك فيه مارتن غاركس لأول مرة وذلك بعمر 17 سنة كأصغر من يؤدي عرضا بالمهرجان، وقد استغل صعوده لإقامة العروض بالمهرجان أحسن استغلال فأطلق العديد من المقطوعات الجديدة، بما في ذلك الأغاني التي شملت تعاونه مع كل ديلان فرنسيس وهاردويل وأفروجاك. في يونيو من نفس العام، تعاون مع ساندر فان دورن والثنائي الكندي دي في بي بي إس على أغنية «غولد سكايز» التي تعتبر أول عمل غنائي له على الإطلاق، وكانت مع المغنية أليسيا. كما وضع في نفس الشهر أغنية «بروكسي» للتنزيل المجاني. وعرض معظم هذه الأغاني على ألبومه الموسع الذي حمل اسم «غولد سكايز»، وقد صدر بدوره في 8 يوليو 2014.
بعد إصدار أول ألبوماته، واصل مساعيه الحثيثة للتعاون مع زملاء المهنة. أول هذه التعاونات هي أغنية مع الدي جي الهولندي موتي بعنوان «فايروس»، يليها تعاون مع أفروجاك بعنوان «تورن أب ذا سبيكرز»، حيث عرضها برفقة الأخير في إحدى عروض مهرجان ألترا ميوزيك.
في أكتوبر 2014 وكما هو الحال في كل سنة صدرت قائمة أفضل 100 دي جي أحد أكبر التصنيفات المخصصة للدي جي والتي تصدرها بصفة سنوية مجلة دي جي، وعرف غاركس قفزة نوعية في الترتيب ليقفز مباشرة إلى المركز الرابع.

### 2015: الخلاف مع سبينن

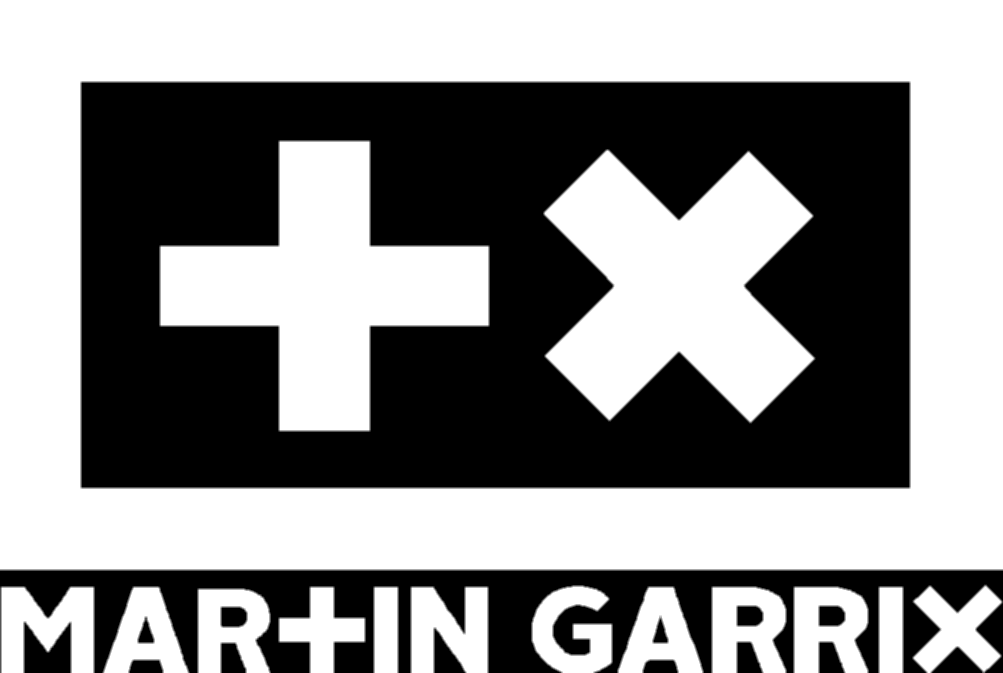
شعار غاركس "+×" بداية من سنة 2015

عام 2015 كان حاسما في مسيرة الفنان، ففيه جرب مارتن غاركس أساليب موسيقية جديدة مثل الهاوس التقدمي وبدأ في إنتاج موسيقى متنوعة كانت لها الأثر البالغ في إضفاء رونق جديد على مسيرته. في 6 فبراير، أصدر أغنية (مقطوعة) «الأصوات المحرمة» أحد أكثر أغانيه شهرة كهدية لمعجبيه بعد أن وصلت صفحته على فايسبوك إلى ما يقرب 10 ملايين متابع.
طرح في ذات الشهر أغنية «لا تنظر لأسفل» بالاشتراك مع الفائز بجائزة غرامي أشر وقام في مرحلة لاحقة على ڤيڤو بإطلاق نسختي فيديو خاصة بالأغنية تحت اسم "Towel Boy" و"Towel Girl". كتبت الأغنية من قبل «مارتن غاركس» وجيمس أبراهارت وبوسبي. من جهة أخرى وتحديدا من الناحية التجارية، كانت قد بلغت الأغنية ذروتها في تصنيفات الأغاني العالمية لتصل للمرتبة الثالثة على تصنيف أغاني أندية الرقص الأمريكي. وكرد فعل له عن التعاون الأخير أوضح غاركس في مقابلة مع شركة الإعلام البريطانية ديجيتال سباي في أوائل عام 2015 أن أشر فنان «متواضع» ومتعاون عظيم.
تواصلت سلسلة الإصدارات خاصته، فعمل "غاركس" أيضًا مع المغني البريطاني الشهير إد شيران، والفائز بالمتعدد بجوائز غرامي، كان محور التعاون أغنية تحمل عنوان "Rewind Repeat It"، وبغية الترويج لها عزف الأغنية في مهرجان ألترا ميوزيك بميامي وذلك في مارس 2015. بتاريخ 4 مايو، أطلق أغنية جديدة وهذه المرة كان الطرف الثاني من الشراكة هو تييستو، جاءت الأغنية تحت مسمى "ذا أونلي واي إيز أب. في 22 مايو، طرح السويدي أفيتشي الفيديو الغنائي الشهير "وايتينغ فور لوف" وشارك "غاركس" في إنتاجها. في 6 يوليو، أصدر عملا مزدوجا مع ثنائي الدي جي الروسي ماتيس وسادكو، الأغنيتان هما على التوالي "كسر الصمت" و"دراغون". تواصلت هيستيريا مارتن غاركس المتواصلة لإنتاج الأغاني والمقطوعات الموسيقية على حد سواء، ففي 31 أكتوبر، أصدر أغنية بعنوان "بويزن" بصفتها عملا ترويجيا، تلاها في 31 ديسمبر "بونسيبوب"، كآخر عمل له في العام بصفة مجانية للعموم، ولقد شارك في إنتاجها هو بنفسه بالإضافة إلى جاستن ميلو وميستو.
في 26 أغسطس 2015، أعلن مارتن أنه غادر سبينن ريكوردز و«ميوزيك أول ستارز» على حد سواء بسبب خلاف شب حول ملكية موسيقاه. كانت نقطة الخلاف حول «أنيملز» التي أطلاقها عندما كان يبلغ من العمر 17 عامًا. كما أعلن أيضًا أنه رفع دعوى ضد مديره في ذلك الوقت «إيلكو فان كوتين». كل هاته التراكمات دفعته لاحقا إلى الإعلان في نوفمبر 2015، عن أنه يفكر جديا بتأسيس علامة تسجيل خاصة به.
في 2 ديسمبر 2015، تحدثت تقارير على التوصل إلى تسوية مع سبينن ريكوردز تنهي الخلاف القانوني المستمر حول حقوق ملكية موسيقاه. وأصدر بيانًا يؤكد فيه سحبه لكل الدعاوى المقدمة بعد أن تم نقل جميع حقوق ملكية موسيقاه إليه، ومُنح ترخيص حصري لجميع مقطوعاته التي تم إصدارها قبل أغسطس 2015. ومع ذلك، ذكر غاركس أيضًا أن خلافاتهم المعلقة الأخرى من المرجح أن تكون موضوعًا لمزيد من الإجراءات القانونية.

### 2016: تأسيس ستمبد ركردز

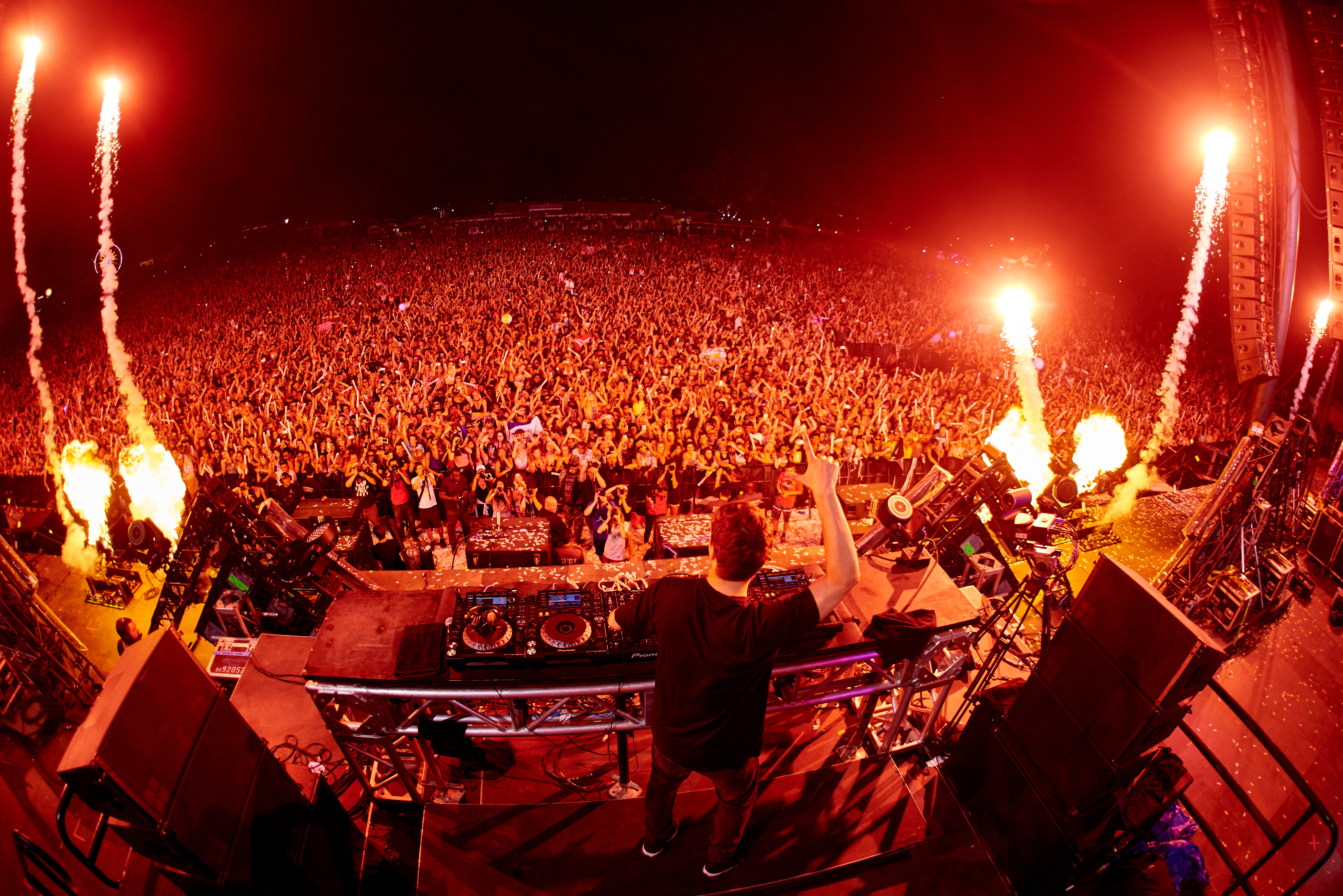
مارتن غاركس في عرض مباشر بمهرجان فيلد سنة 2016

بعد ما خلفه النزاع الحاصل مع شركة التسجيل السابقة من مشاكل أثرت بطريقة أو بأخرى على مسيرته الفنية، إرتئى مارتن غاركس تأسيس علامة تسجيلات خاصة به وأطلق عليها مسمى ستمبد ركردز وذلك خلال الربع الأول من عام 2016. وفي حديث له عن الشركة، قال «إنه يريدها أن تكون»منصة«للفنانين من مختلف الأنواع». في 11 مارس 2016، شهدت ولادة أولى أعماله بواسطة شركته الجديدة ستمبد ركردز وجاءت الأغنية بعنوان «ناو ذات أي فاوند يو»، وكانت من غناء جون مارتن وميشيل زيترون.
في 18 مارس 2016، استفاد من عرضه الذي يستمر ساعة واحدة بمهرجان ألترا ميوزيك 2017 في الكشف عن عشرة أغاني جديدة، بما في ذلك التعاون مع جاي هاردواي وجوليان جوردان وإد شيران وبيبي ريكسا وثيرد بارتي ولينكين بارك  بالإضافة إلى فرقة أريا21 الذي يعد عضوا بها. في 27 مايو 2016، طرحت أغنية «ليونز إن ذا وايلد» مع فرقة دي جي البريطانية ثيرد بارتي. تلتها مباشرة في 13 يونيو 2016، الأغنية الترويجية «أوبس» والتي أصبحت لاحقا النشيد الرسمي لمعرض الترفيه الإلكتروني 2016.
في صيف 2016، أعلن مارتن عن توقيعه عقدًا عالميًا مع سوني ميوزيك وأوضح في أحد تصريحاته أن «نهج تفكيرهم المستقبلي في الموسيقى وقائمتهم التي لا تصدق من الفنانين الموهوبين إلى جانب شغفهم وفهمهم لرؤيتي لمستقبل موسيقاي جعل هذا الأمر لا يقاوم».
في 29 يوليو 2016، كان الموعد هذه المرة مع أحد أكثر الأغاني التي صنعت ربيع الفنان، أغنية «باسم الحب» رفقة المغنية الأمريكية بيبي ريكسا. وما ساهم في إنجاح الأغنية أكثر هو عرضها مباشرة على أحد أكثر البرامج الأمريكية شهرة برنامج الليلة بطولة جيمي فالون بتاريخ 22 أغسطس 2016، ما يعتبر أول أداء حي لمارتن غاركس يعرض مباشرة على التلفزيون.
في 14 أكتوبر 2016، أعلن على وسائل التواصل الاجتماعي أنه سيصدر سبع أغنيات على مدى سبعة أيام. فيما عرض العديد منها لأول مرة خلال أداءه في مهرجان ألترا ميوزيك وتومورولاند. تم تحميل الأغاني على قناته على يوتيوب كمقاطع فيديو موسيقية تجسد كل واحدة منها فنان تشكيلي يرسم تفسيره لكل أغنية.
بحلول خريف سنة 2016، كان قد تربع على عرش الموسيقى الإلكترونية بعد تسميته كأفضل دي جي في العالم بحسب التصنيف الذي تطلقه سنويا مجلة دي جي. وفي حديثه للصحافة، قال: "من غير الواقعي أن أفوز. 100٪ لم أتوقع ذلك على الإطلاق. لقد خضت سنة مدهشة، مع عروض رائعة ومعجبين مدهشين، أنا أشكر حقا دعمهم، هذا حتى دون أن أقوم بحملة، وهو ما يظهر فقط مدى وفاء القاعدة الجماهرية.

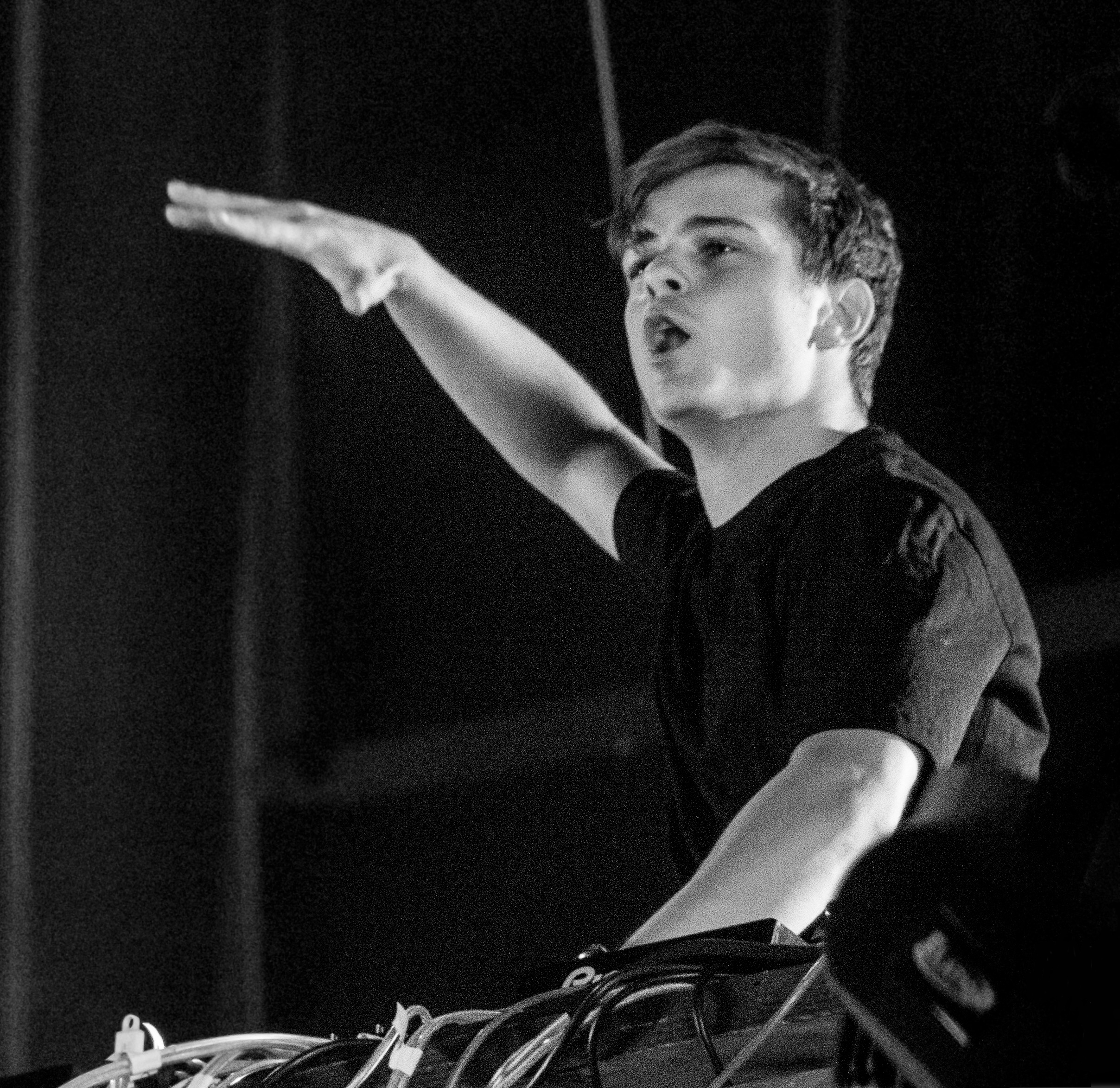
مارتن غاركس في مهرجان فيلد 2016

في نفس السنة، أعلن عن أن «مارتن» سيشارك في بطولة فيلم وثائقي محوره موسيقى الرقص الإلكترونية، وذلك إلى جانب دي جي البريطاني المخضرم كارل كوكس وحمل الفيلم مسمى «ما بدأناه». تولى إخراجه «بيرت ماركوس» إلى جانب المنتج التنفيذي والمشرف الموسيقي «بيت تونغ». عرض الفيلم الوثائقي لأول مرة في 15 يونيو 2017 أثناء إحياء فعاليات مهرجان لوس أنجلوس السينمائي.
خلال حفل توزيع جوائز إم تي في الموسيقى الأوروبية لعام 2016، كأحد أضخم جوائز الموسيقى الأوروبية، أبى غاركس رغم قلة حضوضه أنذلك، إلا أن ينهل منها بجائزتين كاملتين وهما على التوالي جوائز «أفضل عمل إلكتروني» و«أفضل عرض في العالم». قام بتقديم الجائزة مغني الراب الأمريكي المعروف جي إيزي، وتولى من جهته «غاركس» خلال نفس حفل توزيع الجوائز بتقديم عرض لأغنية «باسم الحب» على خشبة مسرح الحفل جنبا إلى جنب مع بيبي ريكسا.
بنهاية سنة 2016، أدى العرض الأول لأغنية «خائف أن تصبح وحيدا»، وشاركت في أداءها المغنية البريطانية دوا ليبا، وذلك خلال عرضه في ميانمار بمناسبة حلول السنة الجديدة. وصدرت الأغنية فيما بعد بشكل رسمي بتاريخ 27 يناير 2017.

### 2017:الانتصار القانوني
أعلن غاركس أنه سيدعم المغني الكندي جاستين بيبر في جولته بوربوس العالمية المقامة في أستراليا بحلول شهر مارس من ذلك العام.
في 27 يناير 2017، أصدر أغنية «خائف أن تصبح وحيدا» بالتعاون مع المغنية البريطانية دوا ليبا. كما قام بأداء نفس الأغنية مع دوا ليبا مباشرة على البرنامج الأمريكي الشهير برنامج الليلة بطولة جيمي فالون في مارس. قبل إصدار ألبومين موسعين يضمان ما يقارب اثني عشر ريمكس.
بحلول موسم الحفلات بالنوادي الليلية أعلن عن مارتن باعتباره دي جي مقيم لموسم 2017 في نادي «هاي إيبيزا» وعلى مدى الموسمين القادمين سيقدم غاركس عروضه بصفة دورية كل يوم خميس داخل النادي، والمعروف سابقًا باسم سبايس، وهو نادٍ موسيقي شهير تملكه «أوشوايا للترفيه».
في 7 أبريل 2017، أطلق أغنية (مقطوعة)«بايت» بالتعاون مع بروكس. طرحت الأغنية لأول مرة خلال مهرجان ألترا ميوزيك 2017 في ميامي.
في 14 أبريل 2017، ظهر بتعاون جديد وهذه المرة مع المغني الأسترالي تروي سيفان، الذي انضم إليه لاحقًا على خشبة العرض لأدائها في مهرجان كوتشيلا في كاليفورنيا. كان عنوان الأغنية هو «ذير فور يو»، وصدرت الأغنية رسميًا في 26 مايو 2017.
من الناحية التجارية لم يخفت بريق الفنان، إذ ظهر كوجه جديد لشركة أرماني في حملتها لخريف 2017، ليصبح واحدًا من أوائل الدي جي المعترف بهم دوليًا الذين يدخلون في عروض الأزياء. أعلنت شركة أرماني على وسائل التواصل الاجتماعي قائلة:«وجه حملة أرماني الجديدة لخريف وشتاء 2017/2018: مارتن غاركس».
في أحد أكبر مهرجانات العالم تومورولاند 2017، ظهرت لأول مرة أغنية «بعيد جدا»، بالتعاون مع الدي جي الفرنسي دافيد غيتا، الذي انضم في العرض لأدائها أمام الجماهير. وكذلك قام بأداء أول مقطوعة منفردة له منذ أكثر من عام «بيتزا»، والتي صدرت بشكل رسمي في 25 أغسطس 2017.
أدرج غاركس في قائمة فوربس العالمية لأعلى الأجور الدي جي لعام 2017، حيث حقق أرباحًا بلغت 19.5 مليون دولار في مدة تناهز 12 شهرًا قبل يونيو 2017.
نشرت الجمعية الأمريكية للملحنين والمؤلفين والناشرين التفاصيل التي اكتنفت أغنية غاركس غير المنشورة مع إد شيران، بعنوان "Replay Rewind" أو أحيانا أخرى "Rewind Repeat It" مع إدراج سوني ميوزيك وBDI في قائمة الناشرين للأغنية. ولم ترى الأغنية النور بشكل رسميا إلى الآن. فيما عرضت الأغنية لأول مرة في مهرجان ألترا ميوزيك 2015 في ميامي. وواظب غاركس على عزفها بانتظام في مهرجانات الموسيقية كثيرة.
في 20 سبتمبر 2017، وصلت النزاعات القانونية التي أرقت مارتن لنهايتها، إذ حكم قاض هولندي لصالحه وأمر باستعادته لحقوق موسيقاه التي كانت محل نزاع مسبقًا مع سبينن ريكوردز و«ميوزيك ألستارز». قال غاركس الذي طالب بـ 3.7 مليون يورو من سبينين و650.000 يورو من ميوزيك ألستارز، "جميع المطالبات (من جانبهم) تم رفضها من قبل المحكمة. والسؤال الوحيد المتبقي هو المبلغ الواجب سداده (إلى غاركس)."
في أكتوبر 2017، تعاون مرة أخرى مع بروكس لإصدار أغنية «بوميرينغ». وبنهاية العام أي في ديسمبر 2017، أصدر أغنية «بعيدا جدا» بشكل رسمي مع دافيد غيتا، وغناء كل من رومي ديا وجيمي سكوت. كان من المفترض في الأصل أن تظهر المغنية البريطانية إيلي غولدنغ في الأغنية، لكن تم منعها من طرحها بعد أن عرضها مارتن في مهرجان تومورولاند.

### 2019-2018: اختتام دورة الألعاب الأولمبية الشتوية
في 23 فبراير 2018، أصدر مارتن تعاونه الثاني مع دافيد غيتا والثالث مع بروكس في أغنية «لايك أي دو»، بعد يومين فقط ترأس حفل ختام دورة الألعاب الأولمبية الشتوية في بيونغتشانغ وعلى ملعب بيونغتشانغ الأولمبي في كوريا الجنوبية. حيث قام بأداء أغانيه المنفردة حديثًا بالإضافة إلى العديد من الأغاني الأخرى. قائمة الأغاني كانت كما يلي: «للأبد» ، «معًا»، «أنيملز»، «لايك أي دو»، و«بيتزا».
في 20 أبريل، أصدر تعاونه مع «لوبيرز» بعنوان «انتهت اللعبة». في 15 يونيو، أصدر أغنية «المحيط»، بالتعاون مع المغني الآر آند بي الأمريكي خالد. في 29 يوليو، ترأس مهرجان تومورولاند 2018 الموسيقي وأصدر الأغنية الفردية «هاي أون لايف»، بالتعاون مع المغني بون. وطرح في 30 يوليو الفيديو الموسيقي الخاص بالأغنية والذي تضمن لقطات من مهرجان تومورولاند.
أصبح في نفس العام وللمرة الثانية على التوالي، دي جي مقيم في أوشوايا إيبيزا بيتش هوتل حيث سيتولى هناك إقامة الحفلات كل يوم الخميس من الفترة الممتدة بين 5 يوليو إلى 30 أغسطس. كما أعرب عن نيته استدعاء مجموعة من الضيوف لأداء العروض معه في المكان المذكور. ومن المقرر أيضًا أن يكون دي جي المقيم في «ملهى هاكاسان» و«ملهى أمنيا الليلي» والملهى النهاري «ويت ريبوبليك» ابتداءً من 2 أغسطس.
في 10 أغسطس، تحت الاسم المستعار "GRX"، أصدر أغنية "X's"، بالتعاون مع الدي جي الهولندي سي إم سي $ ومن غناء فرقة أيكونا بوب. في 14 سبتمبر، أطلق تعاونه مع جاستن ميلو وشارك فيها دواين وايتمور بعنوان «بورن أوت» وصدر عنه الفيديو الموسيقي في ذات اليوم.
أعلن على وسائل التواصل الاجتماعي أن «مارتن» سيطلق خمسة أغانٍ في خمسة أيام، بطريقة مشابهة للإصدارات السابقة من ألبوم سبعة لعام 2016. الأغاني المطلقة كلها جزء من بايلاو الألبوم الموسع الجديد لغاركس، وهي على التوالي: «بريتش» مع بلايندرز و«يوتابايت»، «لاتينسي» مع دايرو، «أكسيس»، و«وايتينغ فور تومورو» مع بيرس فولتون ومع مايك شينودا. وفي نفس الشهر، استدعي غاركس لأداء عرض بمناسبة انطلاق جائزة سنغافورة الكبرى 2018.
في شهر أكتوبر وتماما كما كان متوقعا، احتل غاركس المرتبة الأولى في قائمة أفضل 100 دي جي، لتصبح هذه المرة الثالثة على التوالي التي يتصدر فيها القائمة. أول فوز له في عام 2016 جعله أصغر دي جي يتصدر القائمة. أقيم حفل توزيع الجوائز على خشبة المسرح في أمستردام أرينا خلال «فعاليات رقص أمستردام» لعام 2018 (ADE) حيث تصدر الحفل.
في 1 نوفمبر، أصدر أغنية «دريمر» التي تضم المغني الأمريكي مايك يونغ. وأصدر بعدها مباشرة أغنية «بريتش»، في تعاون طويل الأمد مع جوليان جوردان وذلك بتاريخ 14 ديسمبر.
سنة 2019، لم تكن بالسنة المختلفة إذ تواصلت أعماله المتتالية، فقد أعلن غاركس عن تعاون قادم مع بون، بعنوان «لا نوم». طرحت الأغنية رسميا في فبراير 2019، إلى جانب الفيديو الموسيقي الخاص بها.
في فبراير 2019، قام بأداء في مهرجان ألترا ميوزيك في نسخته الأسترالية، وهو مهرجان استمر يومين في مدينتي سيدني وملبورن. في مارس 2019، ترأس مهرجان تومورولاند وينتر المقام في فرنسا بالإضافة إلى مهرجان ألترا ميوزيك الذي يعقد كل عام في مثل هذا الوقت بميامي.
في 31 مارس 2019، قام «مارتن غاركس» بإطلاق أغنية جديدة بعنوان «ميستايكن» رفقة الثنائي دي جي الروسي ماتيس وسادكو.
وبحلول نهاية العام وفي تطور قضية حقوق التأليف التي بقيت تلاحقه منذ بدايته الفنية. 24 ديسمبر 2019، فازت سبينين 'ريكوردز بالاستئناف من حكم المحكمة العليا في Leeuwarden ، موأقرت أن مارتن غاركس لم يكن لديه الحق في فسخ اتفاقه وعقده قبل الموجب القانوني المبين في ناريخ العقد مع Spinnin' و MusicAllstars Management

## الترويج للعلامات التجارية
في عام 2017، أصبح مارتن سفيراً لحملة «خريف وشتاء 2017» للعلامة التجارية الإيطالية أرماني. كان الإعلان الرسمي للحملة في يوليو 2017 والذي رافقها نشر الصور الترويجية له على وسائل التواصل الاجتماعي. الفيديو الترويجي يظهر غاركس وهو يرتدي الملابس والنظارات الخاصة بالعلامة التجارية، وكان قد صدر في أغسطس 2017.
للعام الثاني على التوالي وفي عام 2018، عين غاركس مرة أخرى سفيراً لشركة أرماني. صدر الفيديو الترويجي لحملة «خريف وشتاء 2018» الخاصة بالعلامة التجارية في أغسطس 2018، حيث يظهر الدي جي وهو يرتدي الملابس الجديدة للعلامة التجارية. تم استخدام أغنيته مع لوبيرز بعنوان «انتهت اللعبة» في الفيديو الترويجي للشركة. كما أصدرت اللقطات من وراء الكواليس أثناء التصوير بواسطة أرماني.
كما أصبح مروجا لشركة أكس، وأطلق نسخة محدودة من رذاذ مارتن غاركس، والذي رأى النور لأول مرة في 14 سبتمبر 2018. وتعزيزًا للشراكة ولترويج المنتج، أصدر كل من أكس وغاركس فيديو موسيقي بعنوان «برن أوت».

## برامج الراديو
لا يمتلك مارتن غاركس برنامجا إذاعيا كبيرا كما هو الحال مع برنامج أرمين فان بيورن على راديو بي بي سي 1، لكنه في سنة 2016 قد أنتج برنامج إذاعي يدعى «ستمبد راديو» (نسبة لشركة التسجيلات ستمبد ركردز) ويبثه مارتن منذ يوليو 2016 عبر "Beats 1"، وبمناسبة كل حلقة من البرنامج يتم دعوة دي جي كل أسبوع كضيف وذلك أثناء النصف الثاني من البرنامج. بما أن كل حلقة تستغرق ساعتين، يبث البرنامج كل يوم جمعة مساءا.
| الضيف      | رقم الحلقة       | التاريخ       |
| ---------- | ---------------- | ------------- |
| ستيف جيمس  | ستمبد راديو EP.1 | 24 يونيو 2016 |
| ليون       | ستمبد راديو EP.2 | 8 يوليو 2016  |
| سنافز      | ستمبد راديو EP.3 | 23 يوليو 2016 |
| جاستن ميلو | ستمبد راديو EP.4 | 6 أغسطس 2016  |
| لوبيرز     | ستمبد راديو EP.5 | 19 أغسطس 2016 |
| CMC$       | ستمبد راديو EP.6 | 2 سبتمبر 2016 |

## ترتيبه حسب مجلة دي جي
تقوم مجلة دي جي بصفة سنوية بطرح قائمة تتضمن 100 دي جي لاستطلاع أراء المتابعين والمهتمين حول من هو أفضل فنان موسيقى إلكترونية في العالم. ويجذب حاليًا عددًا كبيرًا من المصوتين ويقدر أن ما يقارب 10 ملايين شخص يشاهدون نتيجة الاستطلاع عند نشرها. كان داني رامبلينج أول فائز بلقب دي جي رقم واحد في العالم وكان ذلك من قبل صحفيين يعملون بالمجلة، في عام 1991. في السنة الموالية 1992، نالت سموكين جو لقب دي جي رقم واحد من قبل محرري المجلة وهي لا تزال الدي جي الأنثى الوحيدة التي حصلت على جائزة دي جي في التاريخ. يعتبر أرمين فان بيورن الأكثر تتويجا باللقب بأربعة مرات منها ثلاثة متتالية، يليه مباشرة مارتن غاركس بثلاث مرات. كان دخول غاركس للترتيب لأول مرة سنة 2013، بسبب انتشار أغنية أنيملز عالميا وقفز أنذلك مباشرة نحو المركز 40. في العام الموالي (2014) في تقدم نوعي على سلم ترتيب القائمة حل غاركس كأفضل 10 دي جي في العام تحديدا في المركز الرابع، ليأتي ثالثا سنة 2015. وليتصدر القائمة فيما تبقى من سنوات وإلى حدود اليوم
| دي جي       | 2013 | 2014 | 2015 | 2016 | 2017 | 2018 | 2019 |
| ----------- | ---- | ---- | ---- | ---- | ---- | ---- | ---- |
| مارتن غاركس | 40º  | 4°   | 3º   | 1°   | 1°   | 1°   | 2°   |

## مارتن غاركس والعالم العربي
على العموم زيارات «غاركس» إلى ربوع العالم العربي قليلة وفي معضمها تعد على الأصابع، وربما يعود ذلك إلى قلة متابعي هذا النوع من الموسيقى صلب أو داخل هذه البلدان، بالرغم من ذلك فإنه قد لبى الدعوة وحط الرحال إلى عدة بلدان عربية على رأسهم الإمارات العربية المتحدة. فقد اتجه النجم الهولندي إلى دبي للاحتفال بأحدث مهرجانات موسيقى الرقص، وهو «مهرجان باو» والذي عقد يومي 29 و30 نوفمبر في ميدان.
وقد أحيا غاركس المهرجان رفقة عدد أخر من زملائه في موسيقى الرقص كديميتري فيغاس ولايك مايك، دون ديابلو، نيرفو، ريهاب، ألوك، بروكس وغيرهم.
هذا وقد أجرى عرضًا حصريًا في العام الماضي كجزء من سلسلة الحفلات المخصصة للاحتفال بمناسبة إقامة سباق جائزة أبو ظبي الكبرى المقام في على حلبة مرسى ياس.
تباعا لزيارته القليلة للمنطقة العربية فقد أقدم أيضا على إقامة إحدى حفلاته في المغرب بتاريخ 22 يونيو 2018 في إطار افتتاح الدورة السنوية لمهرجان موازين.
شهدت صائفة 2019 زيارة أخرى منه لإحدى الدول العربية، وهذه المرة كان قد ضرب موعدا مع المملكة العربية السعودية حيث أقيمت حفلته هناك بمناسبة افتتاح فعاليات موسم جدة، الجدير بالذكر أن حضور غاركس للمملكة يعد في حد ذاته مفاجئة بعد أن كسرت رجله، والتي منعته حتى من حضور أكبر مهرجانات الموسيقى الإلكترونية في العالم تومورولاند، اخترق غاركس ذاك الحاجز وأقام حفلا مبهرا بالصالة الرياضية المغطاة الجوهرة بمدينة الملك عبد الله الرياضية في 17 يوليو 2019.

## ديسكوغرافيا
تتكون قائمة أعمال مارتن غاركس من ألبوم تجميع، وثلاث ألبومات موسعة (EP) هي على التوالي غولد سكايز، سبعة، وبايلاو بالإضافة لأكثر من 52 أغنية فردية، و34 مقطع فيديو موسيقي، وثمانية ريمكسات. تتعتبر أبرز أعماله نجاحا على الإطلاق أغنية «أنيملز» حيث باتت بمثابة أيقونة موسيقى الرقص حول العالم وهي أغنية ذات سيط عالمي. فاحتلت المرتبة الأولى في المملكة المتحدة وبلجيكا والمركز الأول في قائمة الأغاني الأمريكية بيلبورد هوت دانس كلوب، ووصلت إلى المراكز العشرة الأولى في العديد من التصنيفات في جميع أنحاء أوروبا خلال أواخر عام 2013 إلى أوائل عام 2014. كما يعد غاركس أصغر فنان هولندي يحصل على المركز الأول في المملكة المتحدة.
تراوحت أعمال مارتن غاركس في المجمل بين أغاني بشكل مقطوعات صوتية مثل هيليكوبتر، بروكسي، الأصوات المحرمة، «بيتزا» وغيرها. وأغاني تأخذ شكلها بتلحين منه مع تأدية صوتية من مغني أو مغنية، منها على سبيل الذكر لا الحصر باسم الحب، محيط، بعيدا جدا.
تواردت ألبومات غاركس منذ انطلاق مسيرته الاحترافية في سنة 2012 وكانت في المجمل ناجحة بالمقارنة مع باقي قرنائه من الدي جي، فألبوم غولد سكايز احتوى على خمسة أغاني كانت على التوالي ويزرد، غولد سكايز، أنيملز، بروكسي و«تريمور» وحل في المركز 171 في
أحد أشهر تصنيفات الألبومات حول العالم بيلبورد 200. كان محتوى الألبوم الثاني «سبعة» مشتملا على سبعة أغاني أطلقت على مدار سبعة أيام، ونال هو الأخر نصيبه من النجاح وإن نسبيا مدفوعا باحتلاله المركز الخامس في تصنيف أغاني الرقص الأمريكي. بالنسبة لأخر ألبوم له بايلاو فقد طرح أواخر 2018، حاملا في طياته خمسة أغاني هي «بريتش»، يوتابايت، «لاتينسي»، أكسيس، و«وايتينغ فور تومورو». استقر ترتيب الألبوم في المركز 19 في تصنيف أغاني الرقص الأمريكي.

## أفلام
| العنوان      | السنة | الدور | الملاحظة                         | مراجع.  |
| ------------ | ----- | ----- | -------------------------------- | ------- |
| NCIS: إيبيزا | 2015  | هو    | فيلم كوميدي قصير من فاني أور داي | [ 125 ] |
| The Ride     | 2016  | هو    | وثائقي من إم تي في               | [ 126 ] |
| ما بدأناه    | 2017  | هو    | وثائقي                           | [ 51 ]  |

## الجوائز والترشيحات
حصل غاركس على ما مجموعه 19 جائزة موسيقى عالمية، كان أهمها جوائز إم تي في الموسيقى الأوروبية الذي تحصل عليها ثلاث مرات في سنتي 2014 و2015، كما تحصل أيضا على «جائزة دي جي النرويجية» و«جوائز يوتيوب الموسيقية» أغلبها كانت عن عمله أنيملز. من جهة أخرى تم ترشيحه إلى 28 جائزة أخرى بين سنوات 2014 و2018 منها جوائز هوليوود الشبابية  وجائزة اختيار المراهقين وجوائز الموسيقى العالمية وغيرها الكثير.

## حياته الشخصية
يواعد مارتن غاركس حاليا عارضة الأزياء الهولندية «شاريل شريك» وذلك منذ سنة 2017. هذا وإن لم يصرح غاركس بذلك علنا، فإن عددا من الصور التي نشرت على حسابه على إنستغرام تدعم هذه الفرضية.
ومن ناحية أخرى، فإنه قد كان على علاقة مع «لين تين سبورتسين» (المعروف باسم لين سبور). الثنائي استمر في المواعدة لمدة سنة. كما كانت لديه أيضا في وقت ما علاقة غرامية مع المغنية الإنجليزية دوا ليبا.
من الناحية الإنسانية، يعتبر غاركس فاعل خير، إذ في مايو 2016، ترأس حدثا موسيقيا في لوس أنجلوس. حيث ستذهب جميع العائدات إلى منظمة «فاك كانسير» غير الربحية، والمخصصة للكشف المبكر والوقاية وتقديم الدعم للمتضررين من السرطان.
في نوفمبر 2016، بدأ جولته في الهند مع عرض خيري خاص في مومباي بحضور أكثر من 62000 شخص. كان الهدف من الحدث الخيري المستضاف في مضمار ماهالاكسمي هو تثقيف الأطفال الهنود بعائدات العرض التي يتم التبرع بها إلى جمعية «مادجيك باس» والذين سيدعمون تعليم 10000 طفل في جميع أنحاء البلاد.
في 24 فبراير 2017، أصبح «صديقًا دوليًا» لقرية إس أو إس للأطفال في جنوب إفريقيا، وهي منظمة غير ربحية «تبني أسرًا للأطفال اليتامى والمهجرين وغيرهم من الأطفال المعرضين للخطر في جميع أنحاء العالم». وفي حديثه إلى بيلبورد قال «إنه لأمر فظيع أن الكثير من الأطفال في جميع أنحاء العالم لا يحظون بدعم أسرة ترعاهم».
في 28 فبراير 2019، زار قرية الأطفال إس أو إس في جنوب أفريقيا أثناء جولته في ألترا جنوب أفريقيا. وخلال زيارته قام بأداء عرض موسيقي لمدة ساعة واحدة لحشد متحمس من مائة من الأطفال والشباب، بعضهم تتراوح أعمارهم بين ثلاث سنوات فقط ويرافقهم أمهات وأوليائهم من الجمعية.
كما شرع غاركس في خوض تجربة جديدة في الكتابة، فبتاريخ 23 أغسطس 2018، نشر صورة غلاف كتابه القادم «حياة مارتن غاركس =جنون»، حيث يحتوي الكتاب على صور لحياته المهنية وحياته الشخصية. الصور التي ظهرت في الكتاب التقطها «لويس فان بار». وتم إصدار الكتاب رسميا في أكتوبر 2018.

## روابط خارجية
- مارتن غاركس على موقع IMDb (الإنجليزية)
- مارتن غاركس على موقع ميوزك برينز (الإنجليزية)
- مارتن غاركس على موقع ميوزك برينز (الإنجليزية)
- مارتن غاركس على موقع أول ميوزيك (الإنجليزية)
- مارتن غاركس على موقع ديسكوغز (الإنجليزية)
- مارتن غاركس على موقع قاعدة بيانات الفيلم (الإنجليزية)

- الموقع الرسمي
- قائمة أعمال مارتن غاركس على موقع دي جي بانجاب نسخة محفوظة 1 ديسمبر 2017 على موقع واي باك مشين.